# Поноареле (комуна)
Поноареле (рум. Ponoarele) — комуна у повіті Мехедінць в Румунії. До складу комуни входять такі села (дані про населення за 2002 рік):
- Белуца (233 особи)
- Бирияку (314 осіб)
- Бринзень (88 осіб)
- Буйкань (110 осіб)
- Валя-Урсулуй (100 осіб)
- Георгешть (271 особа)
- Герденяса (355 осіб)
- Делурень (94 особи)
- Краку-Мунтелуй (262 особи)
- Луду (111 осіб)
- Поноареле (384 особи)
- Пройтешть (128 осіб)
- Рейкулешть (103 особи)
- Чептурень (172 особи)
- Шипоту (215 осіб)

Комуна розташована на відстані 270 км на захід від Бухареста, 38 км на північ від Дробета-Турну-Северина, 148 км на південний схід від Тімішоари, 110 км на північний захід від Крайови.

## Населення
За даними перепису населення 2002 року у комуні проживали 2940 осіб, усі — румуни. Усі жителі комуни рідною мовою назвали румунську.
Склад населення комуни за віросповіданням:
| Релігія       | Кількість осіб | Відсоток |
| ------------- | -------------- | -------- |
| православні   | 2904           | 98,8%    |
| баптисти      | 15             | 0,5%     |
| адвентисти    | 14             | 0,5%     |
| бретрени      | 4              | 0,1%     |
| римо-католики | 1              | < 0,1%   |
| п'ятдесятники | 1              | < 0,1%   |